# 19386 Axelcronstedt
19386 Axelcronstedt este un asteroid din centura principală de asteroizi.

## Descriere
19386 Axelcronstedt este un asteroid din centura principală de asteroizi. A fost descoperit pe 6 februarie 1998 la Observatorul La Silla de Eric Walter Elst. Asteroidul prezintă o orbită caracterizată de o semiaxă mare de 2,31 ua, o excentricitate de 0,17 și o înclinație de 7,6° în raport cu ecliptica.